# Castillo de la Torre de Martos
El castillo de la Torre de Martos está situado a 7 km de Martos, provincia de Jaén (España), por la carretera que lleva a Fuensanta de Martos. Su construcción está datada en la segunda mitad del siglo XIII. Está declarado Bien de Interés Cultural, conforme al decreto de 22 de abril de 1949. 

## Descripción
Actualmente sólo queda en pie la torre del homenaje, fragmentos de muro del recinto exterior y una cerca transversal. La torre tiene planta rectangular, de 12,20 x 9,80 m y unos 8 m de altura, con muros de 2,20 m de grosor. Originalmente debía tener al menos una planta más, aunque ahora tiene dos. En ambas se conserva la caja de escalera y un aposento cuadrado. Algunos autores estiman que su construcción correspondió a la Orden de Calatrava, dentro de su plan de fortificación de la frontera con el Reino Nazarí.
A los restos del recinto exterior, en mampuesto de gran tamaño, que hace de sujeción entre el nivel interior del recinto y el exterior, situado en cota por debajo de aquel, se le han atribuido origen ibérico, con aparente reutilización en época califal.